# 君のKissしか欲しくない
「君のKissしか欲しくない」（きみのキスしかほしくない）は、1995年1月25日に発売された高橋克典の5枚目のシングル。

## 概要
前作「一秒の過ち」から6ヶ月ぶりのシングル、スリムビューティーハウスのイメージ・ソング。「ミュージックステーション」初出演。カップリング「WITH LOVE」は毎日放送イメージソング。

## 収録曲
1. 君のKissしか欲しくない
  - 作詞：康珍化
  - 作曲：伊秩弘将
  - 編曲：松本晃彦
2. WITH LOVE
  - 作詞：田村直美
  - 作曲：石川寛門
  - 編曲：和泉常寛
3. 君のKissしか欲しくない（カラオケ）